# Замок і ключ
«Замок і ключ» (також — «Ключі Локків», англ. Locke & Key) — американський драматичний хоррор-серіал, створений Карлтоном Кьюзом, Мередіт Аверілл та Ароном Елі Колейтом на основі однойменної серії коміксів Джо Хілла (сина Стівена Кінга) та Габріеля Родрігеза. Прем'єра першого сезону відбулася 7 лютого 2020 на стрімінговому сервісі Netflix. У головних ролях: Дербі Стенчфілд, Коннор Джессап, Емілія Джонс, Джексон Роберт Скотт, Лайсла де Олів'єра, Петріс Джонс та Гріффін Глюк.
У березні 2020 року серіал продовжили на другий сезон До основної касти продовження приєдналися Аарон Ешмор і Халлеа Джонс як головні герої, а також Брендан Хайнс . Прем'єра відбулася 22 жовтня 2021 року..
У грудні 2020 року серіал продовжили на третій сезон. Який запланований на 2022 рік. У квітні 2022 року було оголошено, що третій сезон стане останнім сезоном.

## Сюжет
Перший сезон
Після того, як Ренделл Локк був убитий колишнім студентом Семом Лессером, його дружина Ніна вирішує переїхати зі своїми трьома дітьми — старшим сином Тайлером, дочкою Кінсі і молодшим сином Боді, з Сіетла в Метісон, штат Массачусетс, і оселитися в сімейному будинку чоловіка також називають «Ключовий Замок». Незабаром діти виявляють, що в будинку багато потаємних дверей, і до них можна знайти чарівні ключі. Ключі також дають своїм власникам магічні сили, але одночасно вони можуть пробудити щось кошмарне. Пізніше їм стає відомо про демонічну сутність, яка цікавиться ключами для особистих зловмисних цілей.
Другий сезон
Не підозрюючи, як близько підібрався ворог, сім'я Локків все глибше пізнає силу ключів та відкриває нові секрети. За допомогою ключа ідентичності Додж успішно продовжує всіх дурити, перетворившись на Гейба — юнака Кінсі. Разом з іншим демоном, що вселився в Іден, Додж будує новий підступний план створення ключа, що дозволяє звернути людину в демона. Тим часом Ніна знайомиться з Джошем, новим учителем історії. У них зав'язуються стосунки, але його таємні наміри можуть перешкодити їхньому коханню.

## У ролях
= Головна роль у сезоні
    = Друга роль у сезоні
    = Гостьова роль у сезоні
    = Не з'являється
| Дербі Стенчфілд      | Ніна Локк         | 10 | 10 | 20 |
| Коннор Джессап       | Тайлер Локк       | 10 | 10 | 20 |
| Емілія Джонс         | Кінсі Локк        | 10 | 10 | 20 |
| Джексон Роберт Скотт | Боді Локк         | 10 | 10 | 20 |
| Петріс Джонс         | Скот Кавендіш     | 9  | 9  | 18 |
| Лайсла де Олівейра   | Додж / Еллі Уедон | 8  | 3  | 11 |
| Гриффін Глюк         | Гейб / Додж       | 7  | 10 | 17 |
| Аарон Ешмор          | Дункан Локк       | 5  | 10 | 15 |
| Халлеа Джонс         | Іден Хоукінс      | 8  | 10 | 18 |
| Брендан Хайнс        | Джош Беннетт      |    | 9  | 9  |
| Усього епізодів      | Усього епізодів   | 10 | 10 | 20 |

| Актор                | Роль             |
| -------------------- | ---------------- |
| Шеррі Сом            | Еллі Уедон       |
| Томас Мітчелл Барнет | Сем Лессер       |
| Білл Хек             | Ренделл Локк     |
| Кевін Алвес          | Хаві             |
| Женев'єва Кенг       | Джекі Веда       |
| Колтон Стюарт        | Брінкер Мартін   |
| Аша Бромфілд         | Зеді Уеллс       |
| Джессі Камачо        | Даг Бразелл      |
| Ерік Грейс           | Логан Келлоуей   |
| Фелікс Маллард       | Лукас Караваджіо |
| Стівен Вільямс       | Джо Ріджуей      |
| Кобі Берд            | Руфус Уедон      |
| Джой Таннер          | Ерін Восс        |
| Лію Абер             | Джеймі           |

## Виробництво

### Перші спроби екранізації
«Замок і ключ» спочатку розроблявся як телесеріал каналу Fox у період з 2010 по 2011 рік компаніями DreamWorks Television та 20th Century Fox Television разом із Джошем Фрідманом, який займався написанням сценарію для пілотної серії. Алекс Курцман і Боб Орсі стали виконавчими продюсерами для пілота, в якому знімалися Марк Пеллегріно, Міранда Отто, Джессі Маккартні, Сара Болджер, Скайлар Гертнер та Нік Стал .
Пілотний епізод не отримав продовження після показу в 2011 році в Сан-Дієго на фестивалі Comic-Con .
У 2014 році в Сан-Дієго на фестивалі Comic-Con було оголошено про виробництво трилогії художніх фільмів, яким мала зайнятися компанія Universal Pictures з Курцманом і Орсі, як виконавчі продюсери .

## Сезони
| Сезон | Сезон | Епізоди | Оригінальна дата показу | Оригінальна дата показу |
| Сезон | Сезон | Епізоди | Прем'єра сезону         | Фінал сезону            |
| ----- | ----- | ------- | ----------------------- | ----------------------- |
|       | 1     | 10      | 7 лютого 2020           | 7 лютого 2020           |
|       | 2     | 10      | 22 жовтня 2021          | 22 жовтня 2021          |
|       | 3     | 8       | 10 серпня 2022          | 10 серпня 2022          |

## Список епізодів

### Сезон 1 (2020)
| № серії (загалом) | № серії (в сезоні) | Назва серії                                         | Режисер(и)           | Сценарист(и)                    | Оригінальна дата показу |
| --- | ------------------ | --------------------------------------------------- | -------------------- | ------------------------------- | ----------------------- |
| 1 | 1                  | «Ласкаво просимо до Метісон» «Welcome to Matheson»  | Майкл Морріс         | Джо Хілл і Арон Элі Колейт      | 7 лютого 2020           |
| Пізно ввечері після розмови по телефону Марк Чо, зі словами «Я знаю, що маю зробити», дістає з сейфа старовинний ключ у вигляді сірника і після недовгих вагань встромляє його собі в груди. Це змушує його і будинок блискавично спалахнути. Сім'я Локків після втрати голови — Ренделла, який працював шкільним учителем і застрелений одним із його учнів, переїжджає до Метісона в родовий маєток убитого. У цьому їм допомагає Дункан, молодший брат Рендела. Сім'я складається з чотирьох осіб: Ніни, матері і нині голова сімейства, старшого сина Тайлера, дочки Кінсі та наймолодшого сина Боді. Поки Тайлер і Кінсі починають своє навчання в новій школі, Боді досліджує будинок, і, слідуючи поклику незрозумілого шепоту, знаходить старовинний ключ. Також він оглядає занедбаний бювет із пересохлою криницею, всередині якого живе Ехо. Ехо - це голос, що доноситься з колодязя, який пояснив хлопчику, що знайдений ключ є Ключ куди завгодно. З його допомогою можна увійти в одні двері, а вийти з відомої власнику ключа будь-якої іншої. Відлуння схиляє Боді до нових пошуків. Наступний знайдений ключ - це "Дзеркальний ключ", він відкриває прохід через дзеркало в інший вимір. При цьому відображення живе своїм життям і манить увійти в дзеркало. Так за збігом обставин там виявляється Ніна — мати хлопчика. Боді шукає поради у Ехо, і воно вимагає віддати за порятунок матері Куди-вгодно ключ, що Боді і робить. Тайлер та Кінсі повертаються зі школи та встигають вчасно врятувати Ніну. Ніна нічого не пам'ятає про пережитий похід у задзеркалля і поводиться як ні в чому не бувало. Відлуння використовує Куди-вгодно ключ, щоб залишити бювет, що є для неї до цього моменту пасткою. |                    |                                                     |                      |                                 |                         |
| 2 | 2                  | «Ловець / Охоронець» «Trapper / Keeper»             | Майкл Морріс         | Ліз Фанг                        | 7 лютого 2020           |
| У школі Тайлер виявляє симпатію до своєї однокласниці Джекі Веда, тоді як Кінсі намагається влитися у шкільну спільноту. Так вона знайомиться із групою школярів, які мають намір зняти фільм у стилі хорор. Вони називають себе «Загоном Савіні» (на честь Савині, Том Тома Савіні, майстри спецефектів). Боді боїться, що Ехо повернеться і, взявши капкан у розумно відсталого підлітка Руфуса Уедона, який доглядає за домом, влаштовує пастку для Ехо, але зазнає невдачі. Коли Ехо з'являється, увійшовши через двері його кімнати, використовуючи ключ, вона відразу розгадує його план і попереджає хлопчика не жартувати з нею, а шукати ключі. Потім вона тим самим способом залишає будинок Локків прямо через двері дитячої кімнати. Боді знаходить ще один ключ і виявляє, що він може бути вставлений в замкову щілину, що з'являється на шиї при наближенні ключа. Тайлер і Кінсі, прийшовши зі школи, знаходять застиглого Боді і величезну скриню, з якої долинає весела музика. У наступній сцені інший Боді, повна копія застиглого, відкриває кришку скрині зсередини і кличе брата і сестру всередину. |                    |                                                     |                      |                                 |                         |
| 3 | 3                  | «Головоломка» «Head Games»                          | Тім Соутем           | Мередіт Ейверілл                | 7 лютого 2020           |
| Виявляється, що новий ключ - це Головний ключ. Він миттєво переміщує свідомість у нову оболонку — точну копію людини, тоді як сама людина залишається застиглою без руху. Також він створює поряд вхід у новий простір, що є відображенням свідомості людини, яка використовує ключ. Будь-які зміни в просторі за дверима також позначаться і на людині. Скриня є сховищем спогадів Боді, більшу частину якого займають спогади про батька. Після повернення до реального світу Боді все розповідає і Тайлер забирає ключі з обережності. Наступного дня Тайлер б'є шкільного задиру, що пристає до його сестри, представляючи на його місці школяра Сема Лесера, свого однокласника, що вбив його батька. Кінсі використовує Головний ключ, щоб потрапити у свою свідомість, яка виявилася великим торговим центром. Туди її супроводжує її брат Тайлер. Наприкінці подорожі їх атакує дивна потворна істота, схожа на Кінсі. Брат із сестрою сходяться на тому, що це втілення страху Кінсі, через який вона поводиться замкнуто. Боді знаходить Примарний ключ. Якщо відкрити їм двері, то кожен, хто проходить через неї, перетворюється на привида, а тіло падає знерухомленим на підлогу і застигає доти, поки привид не повернеться в будинок назад через ці ж двері. Хлопчик подорожує околицями маєтку у вигляді привиду і зустрічається зі своїм пра-пра-прадідом на цвинтарі. Там він дізнається, що раніше його батько та його дядько Дункан також відвідували цей цвинтар в образі привидів. Ніна знайомиться з Еллі Уедон, старою подругою свого чоловіка, яка виявляє занепокоєння після того, як дізнається, що Боді проводить якісь пошуки в бюветі з колодязем. Еллі також є прийомною матір'ю Руфуса, підлітка із проблемами у розвитку. Кінсі замість того, щоб піти на побачення з одним із членів Загону Савіні Скотом Кавендішем, з яким у неї зав'язалися романтичні стосунки, використовує Головний ключ, щоб знову потрапити до своєї свідомості. Далі в реальному світі вона тягне величезний мішок геть від будинку і закопує його у лісі неподалік. У мішку знаходиться істота, яка атакувала їх із братом під час попереднього відвідування свідомості Кінсі. |                    |                                                     |                      |                                 |                         |
| 4 | 4                  | «Охоронці ключів» «The Keepers of the Keys»         | Тім Соутем           | Маккензі Дор                    | 7 лютого 2020           |
| Кінсі, що позбулася свого страху, стає іншою людиною: впевненою, відкритою, розкутою. Вона запрошує у гості Скота і навіть показує йому Головний ключ у дії. Тайлер, який дізнався про те, що Кінсі зуміла щось викинути з голови, вирішує навпаки, щось у неї закинути. Для спроби він бере книгу про містечко Метісон і кидає її за двері своєї свідомості. Тепер він знає все, що було у цій книзі. У той же спосіб він дізнається безліч фактів про Англію і намагається справити враження на Джекі, якій дуже подобається ця країна. Леді з колодязя (Ехо) приходить до психіатричної клініки до подруги дитинства Ренделла Лока та Еллі Уедон - Ерін Восс, намагаючись вивідати якісь відомості. Але Ерін перебуває у ступорі і не каже вже багато років. Стає зрозуміло, навіщо Ехо потрібний Головний ключ. Боді намагається захиститися від Ехо і заліплює жуйкою замкові свердловини на всіх дверях будинку. Це не допомагає, і Ехо викрадає хлопчика. Однак з'ясовується, що вона не може забрати ключі силою, Боді має віддати їх їй добровільно. |                    |                                                     |                      |                                 |                         |
| 5 | 5                  | «Сімейне дерево» «Family Tree»                      | Марк Тондерай-Ходжес | Андрес Фішер-Сентено            | 7 лютого 2020           |
| Тепер не лише Боді, а й Тайлер із Кінсі чують шепіт ключів. Вони знаходять ще один ключ, який заводить музичну скриньку. Той, хто вставив ключ, може віддавати накази іншим, і будуть змушені слухатися. Тайлер попереджає брата і сестру, що ключі - це грізна зброя, а не іграшки, і пропонує розділити їх: Ключ від музичної скриньки він віддає Кінсі, Головний ключ забирає собі, а Дзеркальний та Примарний доручає зберігати Боді. У школі Іден ображає Скотта. Щоб помститися їй, Кінсі та Гейб використовують Ключ від музичної скриньки. Тайлер дізнається про те, що відбувається зі шкільних соціальних мереж, переглянувши відео. Тайлер попереджає Кінсі, що не варто зловживати ключами та привертати увагу. Того ж вечора Тайлер і Кінсі чують ще шепіт і знаходять Рослинний ключ на цвинтарі. Коли вони використовують його, із землі з'являються банки-ліхтарики. У банках зберігаються спогади з дитинства Дункана, в одному з них молодий Ренделл б'є до смерті свого друга Лукаса Караваджіо. Тим часом Ніні не дає спокою шрам на грудях Еллі, ідентичний тому, що був у Рендела. Однак Еллі відмовляється щось говорити про це. Пізніше Ніна отримує повідомлення від Джо, де він каже, що побачив щось дивне і просить її приїхати. Коли Ніна потрапляє до будинку Джо, вона знаходить його мертвим від задушення з целофановим пакетом на голові. Наприкінці серії під сходами за будинком видно постать Еллі. |                    |                                                     |                      |                                 |                         |
| 6 | 6                  | «Чорні двері» «The Black Door»                      | Марк Тондерай-Ходжес | Бретт Трейсі та Ден Вудворд     | 7 лютого 2020           |
| Ніна намагається переконати поліцію, що Джо Ріджуей не чинив самогубство, але марно. Кінсі намагається викликати в Дункана хоч якусь реакцію, принісши сумку з банками-ліхтарями спогадів і провокуючи його на розмову, але той не пам'ятає жодної з подій, крім невиразних спогадів про печери біля берегової лінії. Кінсі переконує "Загін Савіні" знімати в цих печерах як привід для подальшого вивчення. Усередині вона знаходить двері у формі Омеги. Оскільки приплив швидко настає, загону Савіні доводиться спішно відступати, а Гейбу — чи не силою відтягувати Кінсі від дверей. Біля виходу Скот сердиться на Кінсі, але Гейб вважає її дії сміливими. Відлуння йде на вечірку, де Тайлер напивається і злить Джекі. Коли Тайлер іде додому, Ехо представляється йому як Додж (кличка Лукаса Караваджіо) і починає загравати з ним. Сем використовує Ключ-сірник, який дала йому Ехо, щоб спалити в'язницю і втекти, після чого він прямує до Будинку Локків. |                    |                                                     |                      |                                 |                         |
| 7 | 7                  | «Розсічення» «Dissection»                           | Доун Уілкінсон       | Майкл Ді Фуллер                 | 7 лютого 2020           |
| У спогадах Сема Лесера втішає Ренделл. Чекаючи на самоті в кабінеті Ренделла, Сем бачить картину Будинку Локков, у якій Додж глузує з нього, читаючи записи Ренделла, у яких Сем зображується як людина з психічними проблемами. Сем почувається відданим Локками, у своїй ніби натякається, що це спонукало Сема до вбивства Ренделла. Зараз Сем бере Локків у заручники, вимагаючи, щоб вони віддали йому Головний ключ. Кінсі стверджує, що ключ захований у лісі, направляючи Сема туди, де вона поховала свого монстра страху. Під час відсутності Сема Тайлер допомагає звільнитися Ніні, а коли Сем повертається після зустрічі зі страхом Кінсі, Тайлер використовує на ньому Головний ключ. Внутрішня сутність Сема вибачається. Тайлер розуміє, що не він став причиною смерті свого батька, коли Сем пояснює, що вбивство Ренделла не було заплановано, і що він просто хотів знайти ключі для Додж. Сем виймає ключ із голови, щойно з'являється Додж. Вона встромляє в нього ніж, забирає всі ключі та зникає. Після прибуття поліції Сем намагається вийти через двері, але пізно розуміє, що вона була відкрита примарним ключем. Примарна форма Сема назавжди відокремлюється від його мертвого тіла. |                    |                                                     |                      |                                 |                         |
| 8 | 8                  | «Промінь чортового сонця» «Ray of F**king Sunshine» | Доун Уілкінсон       | Ваннеса Рохас                   | 7 лютого 2020           |
| Ніна починає зловживати алкоголем, у результаті починає згадувати деякі події, пов'язані з ключами. Вона використовує Штопаючий ключ, який дозволяє шафі відновити пошкоджені об'єкти, наводячи їх у початкову форму. Хоча Тайлер і Кінсі вважають, що спогади про ключі можуть бути корисними, але вважають за краще, щоб Ніна була твереза і переконують її кинути пити. Тайлер і Кінсі вирушають у печеру з Чорними дверима і знаходять список «Охоронців ключів», до якого входять Ренделл та його друзі. Кінсі вирішує відвідати Ерін Восс у психіатричній лікарні, але Додж з'являється в лікарні раніше і використовує Головний ключ на Ерін, щоб дізнатися місцезнаходження "Омега-ключа". На той час, коли Кінсі приїжджає, Ерін дізнається в Додж Лукаса Караваджіо, одного з друзів Рендела. Додж, прийнявши вигляд Лукаса за допомогою "Ключу ідентичності", залишається з Еллі і Руфусом. Після того, як Ніна в розпачі розбиває урну з прахом Ренделла, Тайлер знаходить Омега-ключ серед попелу, оскільки Ренделл сховав ключ у себе голові. |                    |                                                     |                      |                                 |                         |
| 9 | 9                  | «Відлуння» «Echoes»                                 | Вінченцо Наталі      | Мередіт Ейверілл і Ліф Фанг     | 7 лютого 2020           |
| Еллі пояснює Локкам, що кілька років тому її хлопець Лукас Караваджіо був одержимий чимось, що проникло через Чорні двері, і вбив двох своїх друзів, перш ніж Ренделл убив його. Еллі та її друзі приховали всі докази цього, у тому числі видалили всі спогади Дункана, розділили та сховали ключі, щоб ніхто не міг використати їх знову. Однак через роки, все ще сумуючи за Лукасом, Еллі використала Ехо-ключ у бюветі з криницею, щоб спробувати повернути його назад, проте натомість повернула демона, який ним опанував. Еллі зателефонувала Марку і повідомила про вбивство Ренделла, після чого Марк скористався Ключем-сірником, підпалив себе і свій будинок, щоб не видати Додж розташування інших ключів. Як тільки Додж втекла з бювету з колодязем, вона набула форми Лукаса, щоб жити з Еллі та Руфусом, змусивши Еллі вкрасти Корону тіней із Будинку Локків. Еллі та Руфус беруть "Ключ тіней" і повертаються до свого дому, щоб взяти корону. Тим не менш, Додж повертається в будинок, чатує на них і відбирає Ключ тіней у Еллі, щоб використовувати корону. |                    |                                                     |                      |                                 |                         |
| 10 | 10                 | «Корона тіней» «Crown of Shadows»                   | Вінченцо Наталі      | Карлтон Кьюз і Мередіт Ейверілл | 7 лютого 2020           |
| Тепер, маючи Корону Тіню, Додж атакує Будинок Локків у пошуках Омега-ключа. Після того, як Боді знищує тінь Додж за допомогою Ключа-сірника, Додж лежить непритомний. Тайлер та Кінсі за допомогою Скотта, Гейба, Джекі та Іден відправляють Додж назад через Чорні двері. Боді знаходить Руфуса пораненим, але не виявляє жодних ознак Еллі. Руфуса відправляють жити до його тітки та дядька до штату Небраска. Локкі вирішують залишитися і Кінсі починає зустрічатися з Гейбом, не підозрюючи, що він є ще однією формою Додж. Додж використовувала Ключ ідентичності, щоб надати справжній Еллі вигляд Додж. Насправді друзі кинули за чорні двері Еллі, а не Додж. Крім того, Іден тепер також одержима, після того, як її вразило однією з демонічних куль, коли Чорні двері були відчинені. |                    |                                                     |                      |                                 |                         |

### Сезон 2 (2021)
| № серії (загалом) | № серії (в сезоні) | Назва серії                                | Режисер(и)       | Сценарист(и)                    | Оригінальна дата показу |
| --- | ------------------ | ------------------------------------------ | ---------------- | ------------------------------- | ----------------------- |
| 11 | 1                  | «Прем'єра» «The Premiere»                  | Марк Тондерай    | Мередіт Ейверілл і Карлтон Кьюз | 22 жовтня 2021          |
| Гейб та Іден йдуть у морські печери, щоб отримати Шепоче залізо. Боді випробовує новий ключ під назвою «Ключ Геркулеса», який дає користувачеві надлюдську силу, і він виявляє таємничий гігантський череп щура в Будинку ключів. Дункан разом із рештою родини Локків переїжджає до Будинку ключів, а його наречений Брайан залишається в Токіо на шість місяців. Ґейб та Іден роблять своєю робочою базою хатину в лісі. Тієї ночі в місцевому кінотеатрі відбувається прем’єра фільму «Бризки» загону Савіні. Скотт з'являється на прем'єрі після того, як більшу частину літа усамітнився, щоб змонтувати фільм. На афтепаті Скот каже Кінсі, що він подав заявку на участь у кінопрограмі Рочестерського коледжу в Англії, і що він незабаром поїде, якщо його приймуть. Джекі починає забувати про магію ключів, оскільки швидко наближається її вісімнадцятий день народження, що дуже хвилює Тайлера. Гейб та Іден розплавляють Шепітне залізо, яке вони отримали, щоб зробити власний ключ. |                    |                                            |                  |                                 |                         |
| 12 | 2                  | «Голова та серце» «The Head and the Heart» | Марк Тондерай    | Ліз Фанг                        | 22 жовтня 2021          |
| Тайлера турбують провали в пам'яті Джекі, Гейб намагається дізнатися у Локків про ключі, а Ніна зустрічає на новій роботі поблажливого шовініста. |                    |                                            |                  |                                 |                         |
| 13 | 3                  | «Маленький світ» «Small World»             | Майрзі Алмас     | Маккензі Дор                    | 22 жовтня 2021          |
| Данкан непокоїться через нового гостя, Гейб намагається посварити Кінсі зі Скотом, Боді знаходить незвичайний ключ, а Ніна зближується з Джошем. |                    |                                            |                  |                                 |                         |
| 14 | 4                  | «Не забувай мене» «Forget Me Not»          | Майрзі Алмас     | Ванесса Рохас                   | 22 жовтня 2021          |
| Данкан сам не свій, Гейб протистоїть одному з Локків, Тайлер дивує Джекі в її день народження, а Кінсі наважується подивитися у вічі своєму страху. |                    |                                            |                  |                                 |                         |
| 15 | 5                  | «Минуле — лише початок» «Past is Prologue» | Карлтон Кьюз     | Мередіт Ейверілл                | 22 жовтня 2021          |
| Гейб приєднується до Тайлера у пошуках Ключа пам'яті, а Кінсі хоче з'ясувати, що відбувається з Іден. Боді відвідує старого друга. |                    |                                            |                  |                                 |                         |
| 16 | 6                  | «Лабіринт» «The Maze»                      | Майрзі Алмас     | Кімі Хоул Лі                    | 22 жовтня 2021          |
| На щорічному Зимовому фестивалі Кінсі намагається зберігати самовладання поряд із Гейбом. А Боді та Данкан знаходять ключ, за допомогою якого можна здолати Додж. |                    |                                            |                  |                                 |                         |
| 17 | 7                  | «Найкращі плани» «Best Laid Plans»         | Міллісент Шелтон | Майкл Ді Фуллер                 | 22 жовтня 2021          |
| Кінсі пускає в хід свої акторські здібності, коли Локкі та їхні друзі влаштовують у Ключовому Замку чарівну пастку. Джош сердиться через зниклий артефакт. |                    |                                            |                  |                                 |                         |
| 18 | 8                  | «Жилізо в вогні» «Irons in the Fire»       | Міллісент Шелтон | Джордан Ріггс                   | 22 жовтня 2021          |
| Розкривається правда про походження магії сім'ї Локків, і Тайлер і Кінсі намагаються захистити своїх близьких від армії поплічників Гейба, що росте. |                    |                                            |                  |                                 |                         |
| 19 | 9                  | «Альфа та Омега» «Alpha & Omega»           | Марк Тондерай    | Мередіт Ейверілл та Ліз Фанг    | 22 жовтня 2021          |
| Тайлер намагається знайти спосіб допомогти Джекі. Гейб дає Кінсі термін виконання його вимог. Іден маніпулює Джошем. Вражена Ніна виходить на зв'язок. |                    |                                            |                  |                                 |                         |
| 20 | 10                 | «Неочікуваний поворот» «Cliffhanger»       | Марк Тондерай    | Карлтон Кьюз Мередіт Ейверілл   | 22 жовтня 2021          |
| Зростання загроз і нищівна втрата призводять Локків до жорстокого зіткнення з Додж. У Ключовому Замку Боді стикається із несподіваним відвідувачем. |                    |                                            |                  |                                 |                         |